# John Michael Uhrich

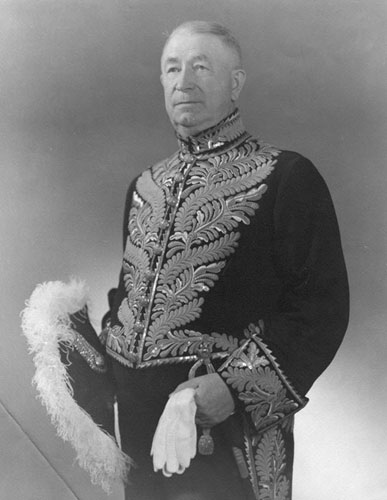
John Michael Uhrich

John Michael Uhrich (* 7. Juni 1877 in Formosa, Bruce County, Ontario; † 15. Juni 1951 in Regina, Saskatchewan) war ein kanadischer Politiker und Arzt. 16 Jahre lang war er Gesundheitsminister von Saskatchewan sowie von 1948 bis 1951 Vizegouverneur dieser Provinz.

## Biografie
Uhrich war während kurzer Zeit Lehrer in Walkerton und studierte danach Medizin an der Northwestern University in Chicago. In den Semesterferien unterrichtete er jeweils an Schulen in Saskatchewan. Nach Abschluss des Studiums zog er in diese Provinz und eröffnete in Hague eine Arztpraxis. Als Kandidat der Saskatchewan Liberal Party trat er 1921 zu den Wahlen zur Legislativversammlung von Saskatchewan an und war im Wahlbezirk Rosthern erfolgreich.
Ab 1922 war Uhrich als Provinzsekretär Mitglied des Kabinetts von Charles Avery Dunning, ab 1923 war er zusätzlich Gesundheitsminister. Unter seiner Leitung wurde die Anzahl der Krankenhäuser erhöht. Ein besonderes Anliegen war ihm der Ausbau der Präventivmedizin, wozu die Kontrolle von Wasser und Milch sowie Impfungen gegen Diphtherie und Pocken gehörten. Außerdem übernahm die Provinzregierung die Kosten für die Bekämpfung der Tuberkulose.
Uhrich wurde 1929 zwar wiedergewählt, verlor aber seinen Ministerposten wegen der Niederlage der Liberalen. Diese gelangten fünf Jahre später wieder an die Macht, woraufhin er sein früheres Amt wieder übernahm. Ab 1938 leitete er zusätzlich das Ministerium für staatliche Bauvorhaben. Aus gesundheitlichen Gründen trat er 1944 zurück. Generalgouverneur Lord Alexander vereidigte Uhrich am 23. März 1948 als Vizegouverneur von Saskatchewan. Dieses repräsentative Amt übte er bis zu seinem Tod aus.